# 弗羅茨瓦夫的小矮人
小矮人（波蘭語：krasnale）是波蘭弗羅茨瓦夫的象徵之一，至2019年4月，該市已有600座小矮人的雕像。第一批小矮人出現於2001年，為了纪念80年代當地青年反抗政府的“橙色運動”，當年有一批青年學生打扮成小矮人的模樣，在城市游走。

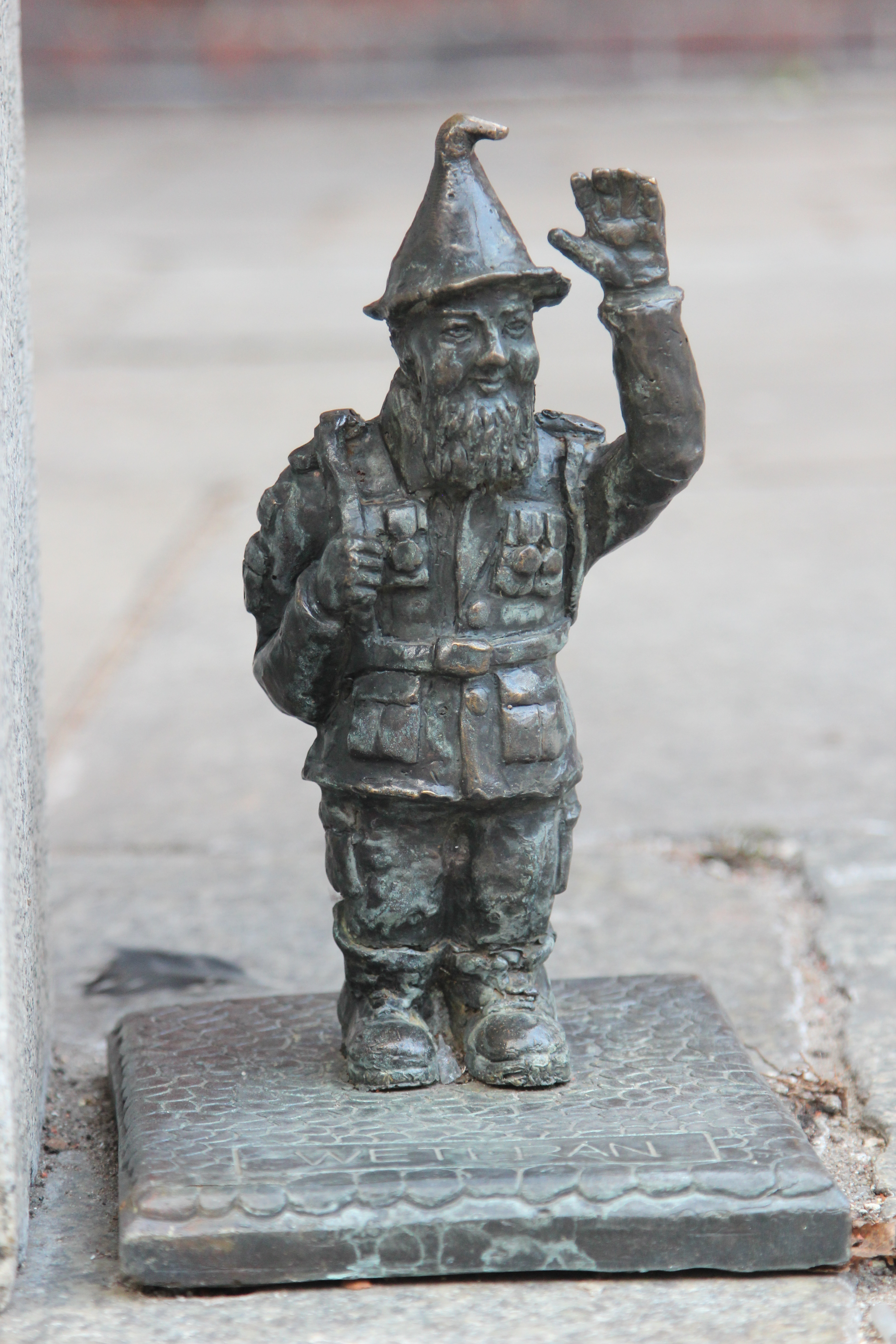
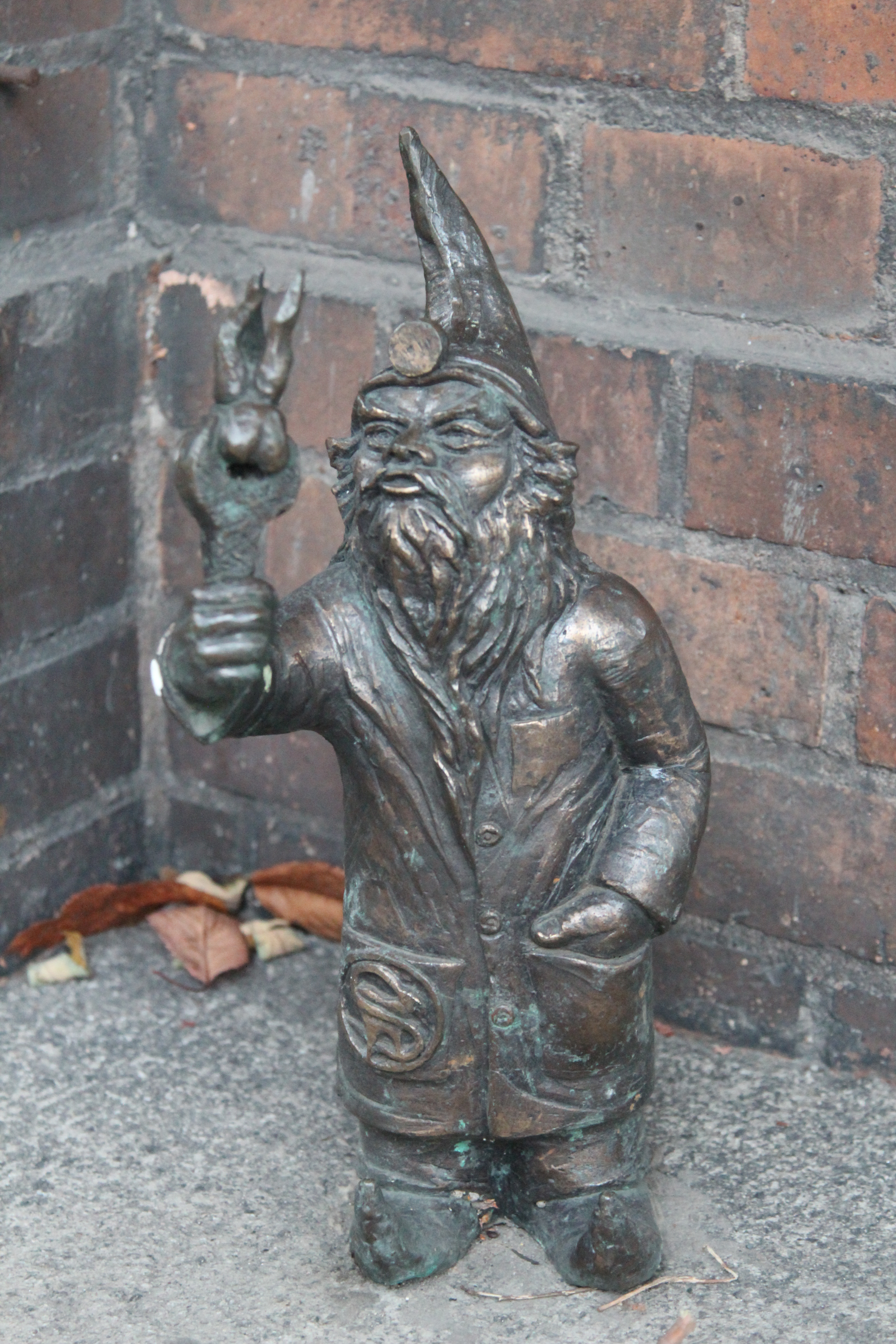
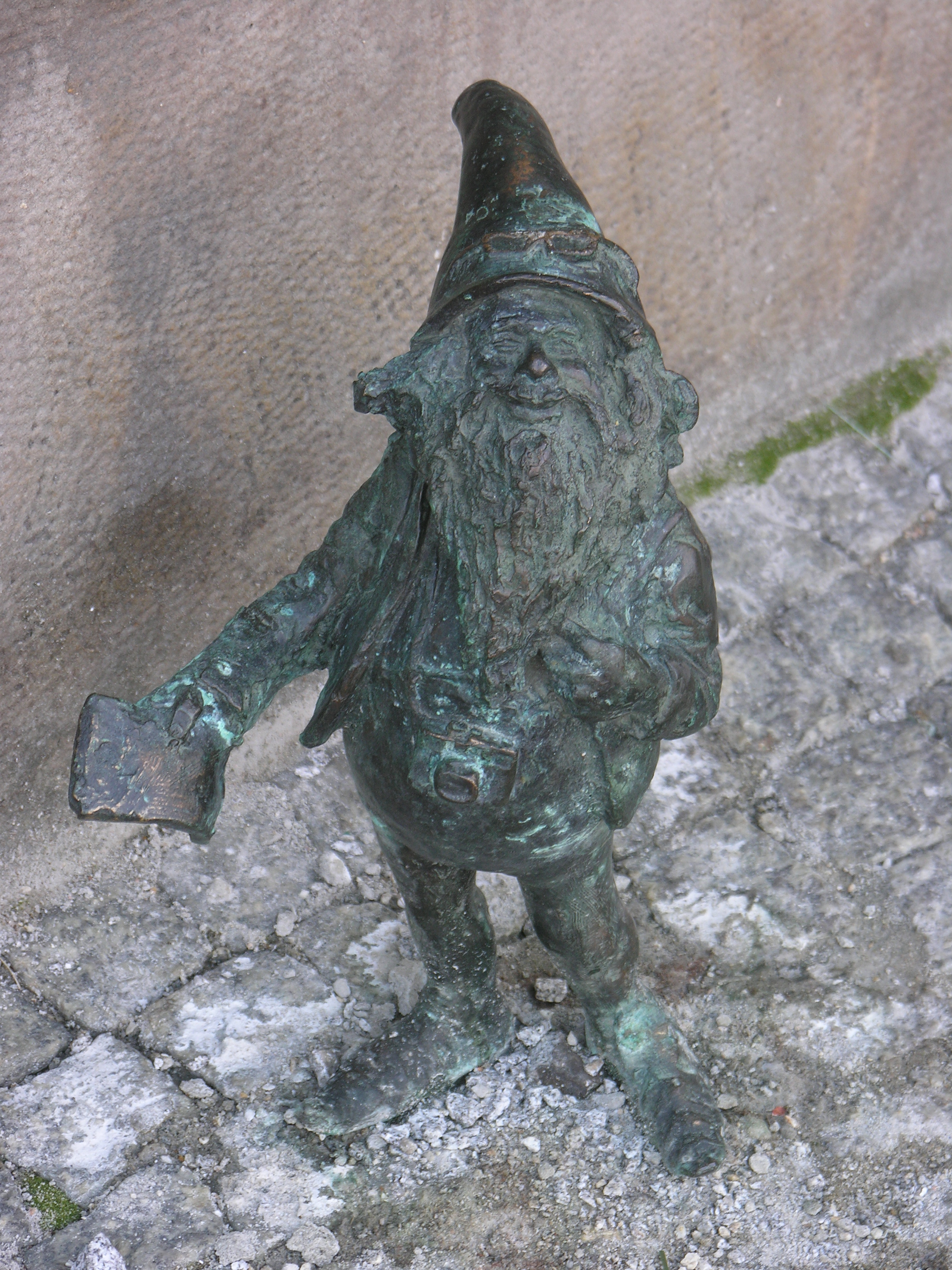

## 外部連結
- 官方頁面 （页面存档备份，存于） （波兰語）